# Sudáfrica en los Juegos Olímpicos de Berlín 1936
Sudáfrica estuvo representada en los Juegos Olímpicos de Berlín 1936 por un total de 32 deportistas que compitieron en 6 deportes.  
El portador de la bandera en la ceremonia de apertura fue el atleta Clarke Scholtz.

## Medallistas
El equipo olímpico sudafricano obtuvo las siguientes medallas:
| Nombre            | Deporte | Competición       |
| ----------------- | ------- | ----------------- |
| Oro               |         |                   |
| —                 |         |                   |
| Plata             |         |                   |
| Charles Catterall | Boxeo   | Pluma (57,2 kg) M |
| Bronce            |         |                   |
| —                 |         |                   |